# Оздоєв Бекхан Абдрахманович
Бекхан Абдрахманович Оздоєв (рос. Бекхан Абдрахманович Оздоев; нар. 15 травня 1993) — російський борець греко-римського стилю, срібний призер чемпіонату Європи. Майстер спорту міжнародного класу з греко-римської боротьби.

## Життєпис
Боротьбою почав займатися з 2005 року. Первші тренери — Б. Б. Хакієв, А. Г. Закарян. У 2010 році став чемпіоном Європи серед кадетів. У 2013 році завоював бронзову медаль чемпіонату світу серед юніорів.
Чемпіон Росії (2014 року — до 80 кг). Бронзовий призер чемпіонату Росії (2015 — до 85 кг).
У збірній команді Росії з 2014 року.
Виступає за ЦСКА, Тверську і Свердловську області. Тренери — Ю. Д. Юсуфов, П. О. Воронін, С. В. Новаковський.

## Спортивні результати на міжнародних змаганнях

### Виступи на Чемпіонатах світу
| Змагання                        | Збірна | Вагова категорія                 | Місце |
| ------------------------------- | ------ | -------------------------------- | ----- |
| Чемпіонат світу з боротьби 2018 | Росія  | греко-римська боротьба, до 87 кг | 5     |

### Виступи на Чемпіонатах Європи
| Змагання                         | Збірна | Вагова категорія                 | Місце  |
| -------------------------------- | ------ | -------------------------------- | ------ |
| Чемпіонат Європи з боротьби 2014 | Росія  | греко-римська боротьба, до 80 кг | 5      |
| Чемпіонат Європи з боротьби 2018 | Росія  | греко-римська боротьба, до 87 кг | Срібло |

### Виступи на Європейських іграх
| Змагання              | Збірна | Вагова категорія                 | Місце |
| --------------------- | ------ | -------------------------------- | ----- |
| Європейські ігри 2019 | Росія  | греко-римська боротьба, до 87 кг | 8     |

### Виступи на інших змаганнях
| Змагання                                    | Збірна | Вагова категорія                 | Місце  |
| ------------------------------------------- | ------ | -------------------------------- | ------ |
| Меморіал Олега Караваєва 2012               | Росія  | греко-римська боротьба, до 74 кг | 4      |
| Турнір Івана Піддубного 2014                | Росія  | греко-римська боротьба, до 80 кг | Золото |
| Вогні Москви 2014                           | Росія  | греко-римська боротьба, до 80 кг | Золото |
| Кубок Президента Казахстану з боротьби 2015 | Росія  | греко-римська боротьба, до 85 кг | Золото |
| Меморіал Олега Караваєва 2015               | Росія  | греко-римська боротьба, до 85 кг | Золото |
| Турнір Івана Піддубного 2016                | Росія  | греко-римська боротьба, до 85 кг | Срібло |
| Турнір Івана Піддубного 2018                | Росія  | греко-римська боротьба, до 87 кг | Золото |
| Меморіал Кристьяна Палусалу 2018            | Росія  | греко-римська боротьба, до 87 кг | Золото |
| Чемпіонат Росії з боротьби 2018             | Росія  | греко-римська боротьба, до 87 кг | Золото |
| Чемпіонат Росії з боротьби 2019             | Росія  | греко-римська боротьба, до 87 кг | Бронза |

### Виступи на змаганнях молодших вікових груп
| Змагання                                       | Збірна | Вагова категорія                 | Місце  |
| ---------------------------------------------- | ------ | -------------------------------- | ------ |
| Чемпіонат Європи з боротьби серед кадетів 2010 | Росія  | греко-римська боротьба, до 69 кг | Золото |
| Чемпіонат світу з боротьби серед юніорів 2013  | Росія  | греко-римська боротьба, до 74 кг | Бронза |
| Чемпіонат Європи з боротьби серед молоді 2015  | Росія  | греко-римська боротьба, до 85 кг | 7      |